# 第一次異象
小約瑟·斯密的第一次異象（英文：First Vision）或作第一次拜訪（英文：First Visitation）是包括在後期聖徒運動中主流的耶穌基督後期聖徒教會（俗稱摩門教）等宗派中重要的一個傳統。其相關經文也被耶穌基督後期聖徒教會接受為教會正典的一部分。

前任耶穌基督後期聖徒教會總會會長戈登·興格萊曾說：
我們會成為耶穌基督後期聖徒教會是完全基於這榮耀的第一次異象……除此以外我們的教義沒有基於其他事物，除此以外我們不教導其他的，除了這起始的宣告外沒有任何更大的事讓我們在其中活出生命來。
根據約瑟·斯密1838年的說法，天父和聖子耶穌基督向他顯現，並要他在地上重新建立基督的教會。但是，約瑟·斯密早期類似的說法描述了不同的故事，而這些說法中的差異令人質疑於1820年是否真有任何事情像他所說一樣的事情發生。此外，這個說法版本並非第一個版本，且1838年距離所宣稱發生時間的1820年已有18年的距離。前任耶穌基督後期聖徒教會先知戈登·興格萊承認知道約瑟·斯密本人第一次異像有數種說法不一的版本和教會對外宣稱的說法是遲至1838年才有的，卻反問那又如何，並認為約瑟·斯密以生命見證所以不需要更多的支持證明約瑟·斯密的說法。

## 背景
在19世紀早期，在美國紐約州西部和北部發生過多次宗教復興。在那一段期間內，小約瑟·斯密的母親和她的三個手足加入了 Palmyra （拋邁拉）的西部長老教會，而他自己本身也被衛理公會吸引。

## 小約瑟·斯密1838年第一次異象的說法
在1838年，小約瑟·斯密說18年前在1820年的初春宗教復興的那段期間他在考慮他應該加入哪一個基督教宗派。在煩躁中他從聖經中讀到：“你們中間若有缺少智慧的、應當求那厚賜與眾人、也不斥責人的　神、主就必賜給他。”
深深地被這段經文感動，14歲的約瑟·斯密隱入家裡農場後的樹林裡面跪下，並做了生平第一次出聲祈禱。幾乎馬上他面臨一股邪惡的力量而不能說話。他繼續安靜地禱告，求神的幫助。在這個時刻，一道比太陽還要亮的光柱降臨到他身上，將他從那邪惡力量中拯救出來。
在光中，約瑟·斯密「看見兩位人物」，約瑟·斯密辨識祂們是天父和祂的愛子。約瑟·斯密能再次說話的時候，他問了祂應該加入哪一個宗派。約瑟·斯密被告知不要加入任何一個，因為它們都是錯的。
在第一次異象之後，約瑟·斯密收到從神來另外的指引，有些是經由天使傳遞的。在1830年，約瑟·斯密和另外5個人開始了後來稱為耶穌基督後期聖徒教會的教會。

## 其他早期的第一次異象說法版本
1838年的說法版本只是約瑟·斯密給的第一次異象的至少四種以上的說法版本中的一個，第一個版本是1832年紀錄的。現在耶穌基督後期聖徒教會接受為教會正典中的版本是1838年紀錄下來的，但是直到1842年才發布。

### 1832年的說法版本
1832年的說法版本 （页面存档备份，存于）。約瑟·斯密在1832年寫下了最早的一個第一次異象的版本，而且這是唯一一個約瑟·斯密親手紀錄的。約瑟·斯密說當他十五歲的時候（"in the 16th year of my age"我年紀的第十六年），耶穌在晚間向他顯現，告訴他他的罪被赦免了，還說：『"behold and lo I come quickly."（看哪，我要快來）』。這個1832年的說法版本中沒有提到天父的出現，也沒有提到耶穌譴責當代基督教會是腐敗的，但是提到了約瑟·斯密在自己研讀聖經的時候發現了他們的錯誤。

### 1834年的說法版本
1834-1835年的說法版本。在後期聖徒的刊物1834年和1835年的《傳訊者和提倡者》中，Oliver Cowdery （奧利佛·考得里）說在約瑟·斯密的幫助之下，出版了一個關於第一次異象的說明版本，其中揉合了另外天使摩羅乃的關於古老的《摩門經》的啟示的故事。奧利佛·考得里寫道，在1823年，十六歲的約瑟·斯密被地方上的基督教復興激起想要知道是否有「"a Supreme being did exist"（一個有更高的存在者）」的願望，並且想要知道幾個競爭的宗派哪一個才是正確的。在他的臥室裡，奧利佛·考得里有一個天使向他顯現的異象，向他擔保主要藉著他來工作，並告訴他有一個神聖的金頁片存在。這個說法版本沒有提到任何天父或耶穌顯現。

### 1835年的說法版本
1835年的說法版本。在1835年11月9日約瑟·斯密紀錄了一個關於第一次異象的說法版本在他的日記裡（Warren Parish 為書記），提及了當他大概十四歲的時候有一個裡面有兩位未詳辨為何人以及有許多天使出現的異象。兩位稱耶穌是神的兒子，但這兩位都沒有表明自己是耶穌基督。這個說法版本中也沒有提及耶穌譴責所有的教會都是腐敗的。在教會官方的《教會歷史》中有記載這個說法版本的部分文字紀錄，但提及許多天使們的時候天使等字眼被刪除而以第一次異象云云帶過。

## 早期教會領袖所知道的第一次異象
已經保存下來的早期耶穌基督後期聖徒教會領袖們（如第二任總會會長百翰·楊、第三任總會會長約翰·泰來、第四任總會會長惠福·伍等人）的證道紀錄以及教會出版刊物中多次提及並教導會眾第一次異象，但所指出現的人物均指明是天使出現而非如1838年版本所稱的天父和耶穌出現。一些歷史資料完整的證道內容如列：
- 1855年，百翰·楊，《證道錄》卷2第171頁 （页面存档备份，存于）[11]
- 1855年，惠福·伍，《證道錄》卷2第196頁 （页面存档备份，存于）[12]
- 1854年，Orson Hyde（奧申·海得），《證道錄》卷6第335頁 （页面存档备份，存于）[13]
- 1868年，George A. Smith（喬治·斯密），《證道錄》卷12第334頁 （页面存档备份，存于）[14]
- 1869年，George A. Smith（喬治·斯密），《證道錄》卷13第78頁 （页面存档备份，存于）[15]
- 1876年，百翰·楊，《證道錄》卷18第239頁 （页面存档备份，存于）[16]
- 1879年，約翰·泰來，《證道錄》卷20第167頁[17]
- 1883年，William Smith（威廉·斯密），約瑟·斯密的兄弟威廉·斯密所著《William Smith On Mormonism（威廉·斯密關於摩門信仰）》第5頁[18]
- 1888年一月出版的《Church Historical Record（教會歷史紀錄）》卷7[19]
- 1889年，George Q. Cannon，《證道錄》卷24第135頁 （页面存档备份，存于）[20]

很明顯的遲至1889年教會領袖在公開講道和對外發行的刊物中仍然提到第一次異象中出現的並非耶穌和天父而是天使。教會提出約瑟·斯密1838年年的說法版本應是在19世紀末之後發生，例如前述1835年根據約瑟·斯密日記內容的第一次異象說法版本中『當我十四歲的時候我收到了第一次天使們的拜訪』在20世紀初教會官方版本的《教會歷史》中『第一次天使們的拜訪』被改述為『第一次異象』。懷疑論者據此論點批評即便作為教會領袖的「先知們」也不清楚知道第一次異象的內容，並且指責教會為了強調自己的正統性而竄改史料。
有去

## 被教會正典化的1838年的說法版本中的疑題
- 1820年在美國紐約州 Palmyra （拋邁拉）地區沒有基督教復興發生，但是後來在1824-1825年的確有發生。[21]
- 在1820年到1830年間約瑟·斯密至少有和兩間衛理公會教會有關係。在這段期間的較早時期裡面，他參與作為一個在拋邁拉地區衛理公會的規勸人[22]。在他的第一個孩子死胎生產後，他短暫地加入在美國賓夕法尼亞州 Harmony （哈茂耐）的衛理公會的小組聚會。幾乎可以肯定的是，他沒有成為這兩間中任何一間的會友，但是和衛理公會來往是一件令人覺得好奇的事。約瑟·斯密應該在8年前已經被神告知不要加入任何的宗派，並被神告知說它們都是錯的。[23]
- 在1838年的說法版本中，約瑟·斯密聲稱在他心中從來就沒有「所有已存在的教會都是錯的」的想法，但是根據他1832年的說法版本，他親手寫下說從閱讀聖經的過程中他得出結論所有的教會都是錯的。[24]
- 約瑟·斯密母親露西·斯密在回憶整個後來導致後期聖徒教會建立的所有事件的時候，她從來沒有提到這個被教會正典化的第一次異象的說法版本。[25]
- 在1830年代以前沒有任何公開出版刊物提及這個教會正典化的第一次異象的說法版本。[26]
- 在1838年約瑟·斯密宣稱在他和他人討論他的1820年的第一次異象後遭受「嚴重地」迫害，但是至今沒有關於在這件事上面他被迫害的證據。約瑟·斯密的確有因為他早期的尋寶工作和後來宣稱發現金頁片的這兩件事上面遭受迫害。[27]
- 第一次異象沒有被約瑟·斯密接下來的繼任者如楊百翰和約翰·泰來強調[28]
- 約瑟·斯密在1838年有改變他的說法的動機，正是在教會面臨危機的時期，當時他在教會中的領導地位面臨公開反對的聲浪。原來十二使徒定額組的四分之一和約300個會友（大約全部會友的15%）離開教會。宣告他原來的呼召是從父神和耶穌基督來的（相對於從一個天使來的）會增加約瑟·斯密的領導地位。後來事實印證的確如此。[29]

## 護教回應
- 關於「第一次異象」幾個版本矛盾的產生可能是因為傳話訛誤造成的，約瑟·斯密將這件事擺在心中直到多年後才正式的提起此事。
- 在1820年夏天在拋邁拉的衛理公會營會也許可以被解釋為約瑟·斯密提到的基督教復興，而約瑟·斯密說在復興騷動的時候的一個初春的早晨進入林中跪下禱告是因為在18年後紀錄「第一次異象」的時候他處在一個比較溫暖的地方而造成的回憶錯誤。[30]
- 約瑟·斯密也許並不了解第一次異象的重要性，直到教會組織成立以後才了解。或許更甚，直到在美國俄亥俄州 Kirtland （嘉德蘭）的聖殿獻殿儀式過之後，約瑟·斯密一些在1820年代教導的教義重新被新的啟示強調。
- 也許約瑟·斯密沒有正確的回憶起發生的日期，它應該發生在1824年到1825年間。（這項論點看起來十分的明顯，但是深信摩門教的會友卻避免使用這個論點。）[31]